# Professor's Cube
Il Professor's Cube è un puzzle meccanico, una versione 5×5×5 del Cubo di Rubik. Ha alcune caratteristiche in comune sia con l'originale 3×3×3 Rubik's Cube sia con il 4×4×4 Rubik's Revenge e conoscere la soluzione di uno di questi può aiutare a risolverlo.

## Il nome
Inizialmente alcune versioni del cubo 5×5×5 venivano vendute da Barnes e Noble con il nome di "Professor's Cube," ma al momento Barnes e Noble vendono cubi chiamati semplicemente "5×5."
Mefferts.com offre delle versioni limitate del cubo 5×5×5 chiamate "the Professor's Cube."

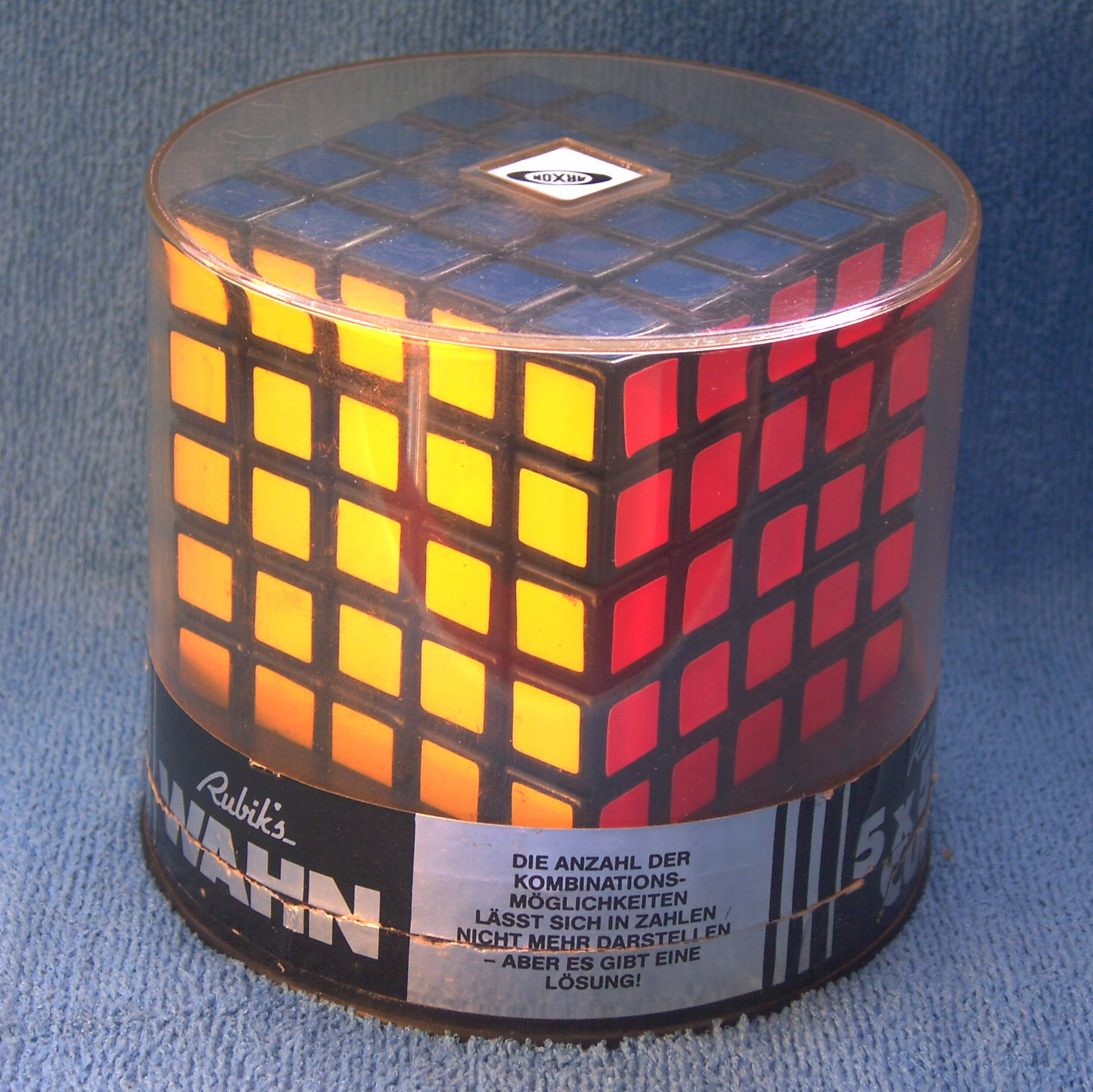

Questa versione ha delle piccole piastrelle colorate al posto degli adesivi. Verdes Innovations vende una versione chiamata V-Cube 5.

## Struttura

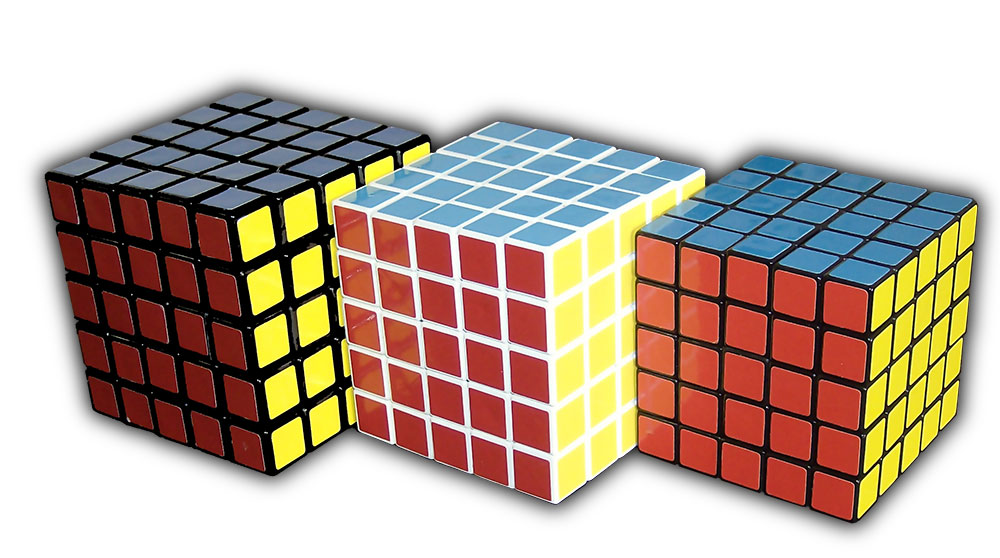
Ufficiale Professor's Cube (sinistra) V-Cube 5 (centro) e Eastsheen 5×5×5 (destra).

L'originale Professor's Cube inventato da Udo Krell funziona usando un cubo 3×3×3 espanso come parte esterna con i pezzi centrali e gli angoli che sporgono fuori dal centro sferico come nell'identico meccanismo del cubo 3×3×3. Gli spigoli non centrali sono adattati alle dimensioni del cubo e inseriti fra gli angoli. Tutti gli spigoli hanno un pezzo aggiuntivo che si incastra ai pezzi esterni del 3×3×3, e fa in modo che non cadano fuori dal cubo girandone una faccia. I centri sono divisi in due parti (una visibile e una nascosta) che si possono muovere indipendentemente. Questa caratteristica è unica del progetto originale.
La versione Eastsheen del puzzle usa un diverso meccanismo. I pezzi centrali mantengono fermo il centro vicino agli spigoli centrali, che girando tengono gli spigoli nella posizione corretta. Gli spigoli non centrali tengono gli angoli al posto giusto, e la parte interna degli angoli non arriva al centro di tutto il cubo.
Il meccanismo del V-Cube 5, inventato da Panagiotis Verdes, ha degli elementi in comune sia con l'originale che con l'Eastsheen. Gli angoli raggiungono il centro del puzzle (come nel meccanismo originale) e i pezzi centrali tengono fermi gli spigoli centrali (come nel meccanismo dell'Eastsheen), permettendo rotazioni veloci e scorrevoli e creando probabilmente la versione più veloce e più duratura del puzzle. Diversamente dal design dell'originale 5×5×5, il V-Cube 5 è stato progettato apposta per lo speedcubing.

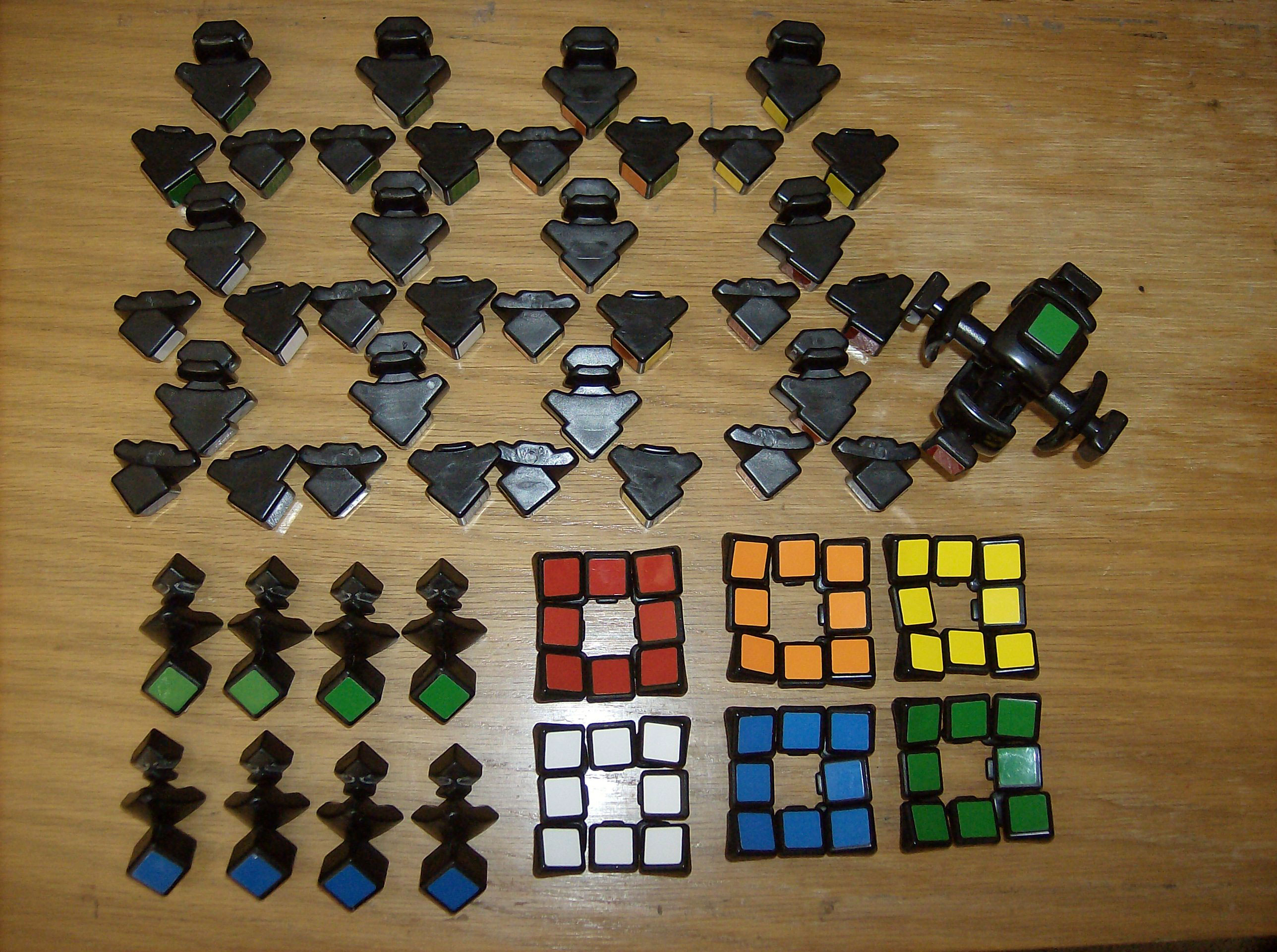
Un Professor's Cube smontato.
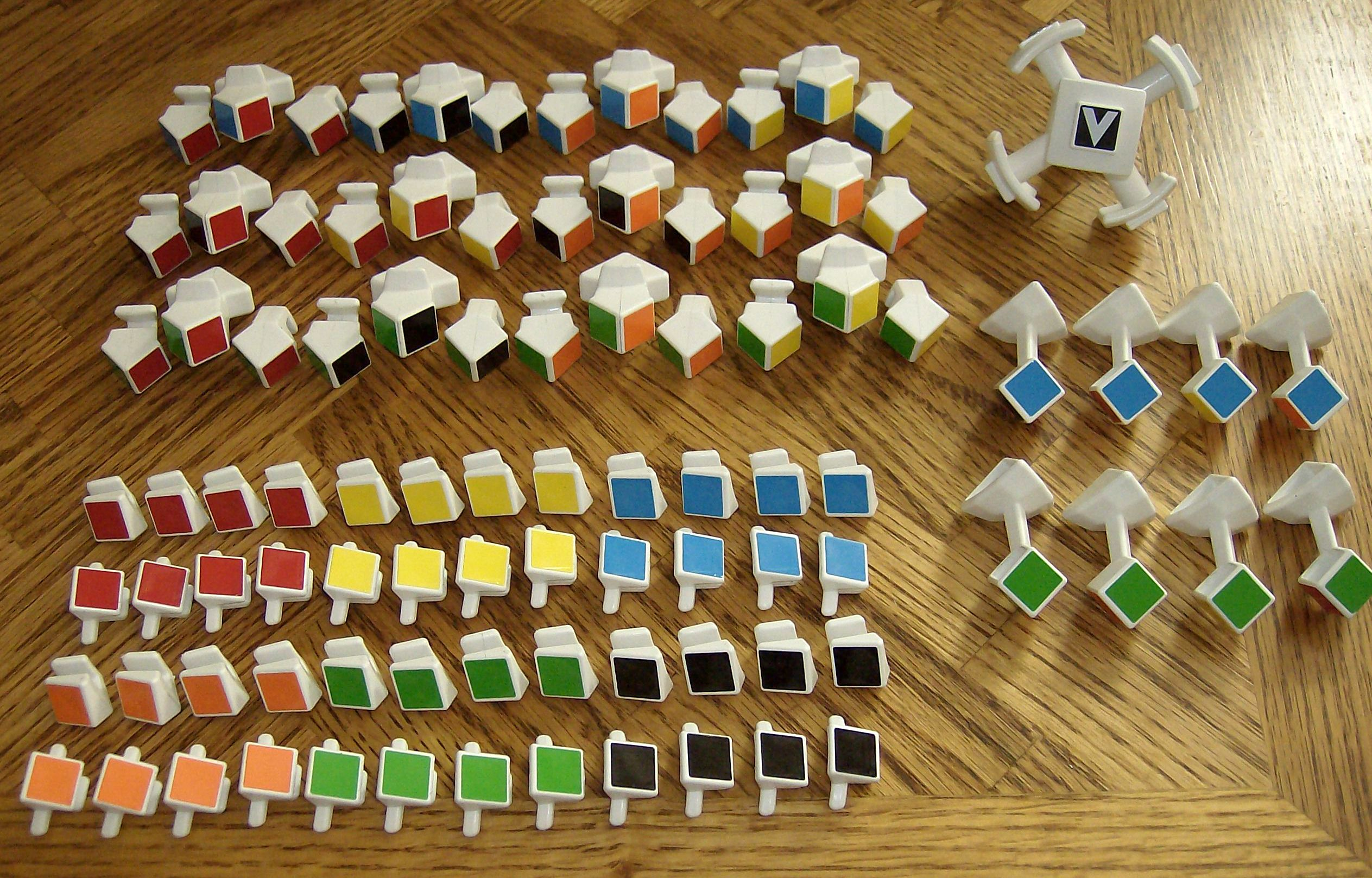
Un V-Cube 5 smontato.
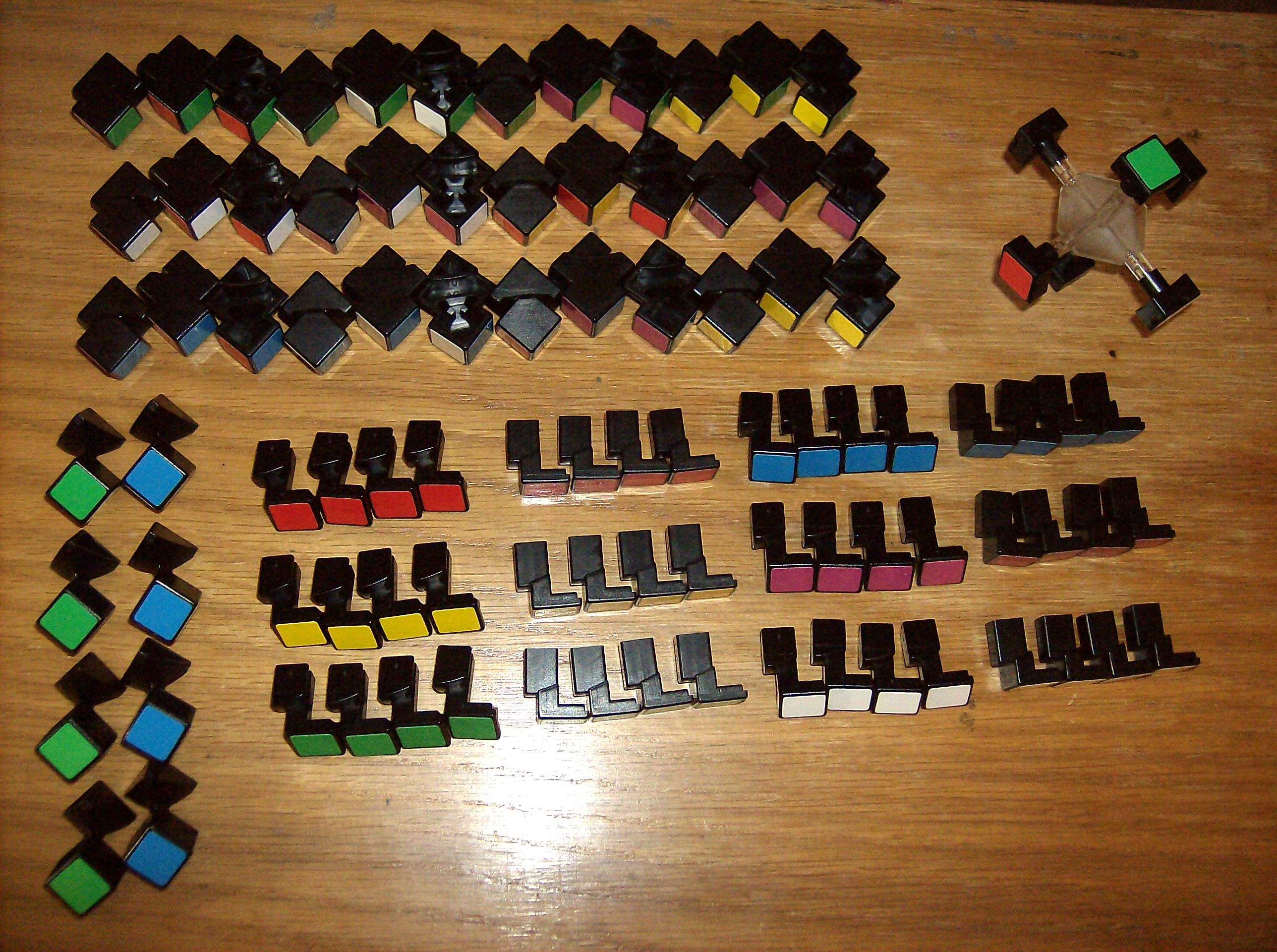
Un Eastsheen 5×5×5 smontato.

## Permutazioni
Ci sono 98 pezzi sulla superficie del cubo: 8 angoli, 36 spigoli (di due tipi) e 54 pezzi centrali (48 movibili di due tipi e 6 fissati).
Per quanto riguarda gli angoli è possibile qualunque permutazione, comprese quelle dispari, con il risultato di 8! (40 320) possibili situazioni. Sette degli angoli possono essere ruotati indipendentemente e l'ottavo orientamento dipende dai sette precedenti, dando in questo modo 37 combinazioni.
I 24 spigoli esterni non possono essere capovolti, perché la forma interna di questi pezzi non è simmetrica. Ogni permutazione degli spigoli esterni è possibile, comprese le permutazioni dispari, formando 24! situazioni possibili. I 12 spigoli centrali possono essere capovolti. Undici di questi possono essere capovolti e mossi indipendentemente, con il risultato di 12!/2 × 211 o 12! × 210 possibilità. In totale ci sono 24! × 12! × 210 possibilità per gli spigoli interni e per quelli interni messi insieme.
Questo dà un numero totale di permutazioni di
{\displaystyle {\frac {8!\times 3^{7}\times 12!\times 2^{10}\times 24!^{3}}{4!^{12}}}\approx 2,83\times 10^{74}}
Il numero intero è precisamente 282 870 942 277 741 850 000 000 000 000 000 000 000 000 000 000 000 000 000 000 000 000 000 000 000 possibili permutazioni.
Alcune variazioni del Professor's Cube hanno uno dei pezzi centrali con un logo stampato che può essere orientato in quattro modi diversi. Questo incrementa il numero delle permutazioni a  {\displaystyle 1,13\times 10^{75}}, sebbene ogni orientamento di questo pezzo può essere considerato corretto.

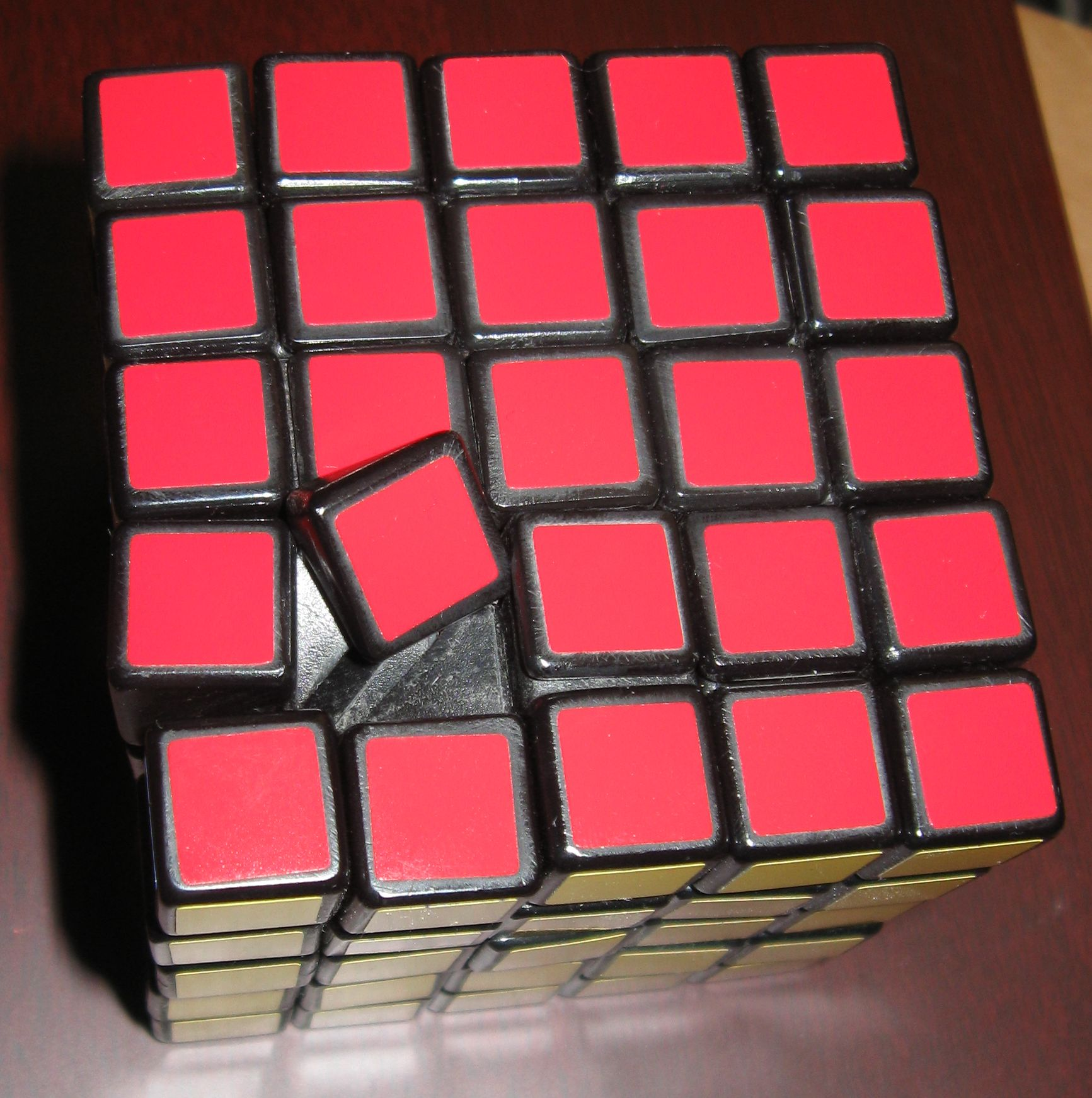
Un cubo originale con un centro smontato. Questo non può succedere in un Eastsheen o in un V-Cube.

## Durabilità
L'originale Professor's Cube è chiaramente più delicato rispetto al Cubo di Rubik 3×3×3 a causa del numero molto più grande di parti mobili. Non è adatto per lo speedcubing. Sarebbe meglio che il puzzle non venisse forzato eccessivamente e che prima di effettuare una rotazione le parti siano bene allineate fra di loro per prevenire danni, è molto probabile rompere un pezzo a causa del fatto che non sia ben allineato. Se ruotato quando non è bene allineato i pezzi interni potrebbero incastrasi con gli angoli facendoli saltare fuori. Si può facilmente ovviare a questo problema girando la faccia di dietro nella sua posizione precedente, facendo tornare i pezzi al loro posto originale.
Forza eccessiva potrebbe causare la rottura completa delle piastrelle colorate. Sia l'Easthseen che il V-Cube 5 sono progettati con differenti meccanismi per rimediare alla fragilità del progetto originale.

## Risoluzione

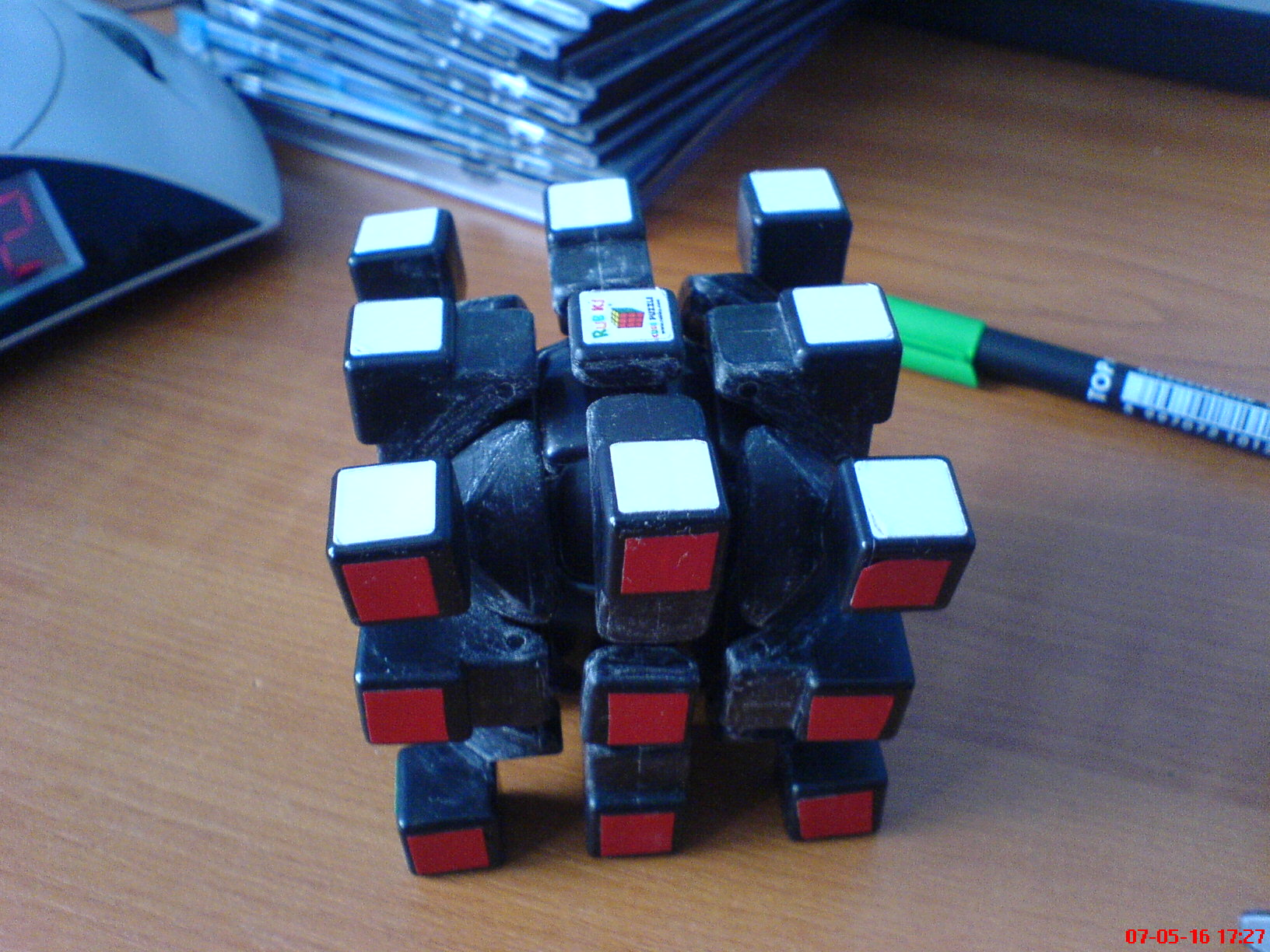
Un originale Professor's Cube con molti pezzi rimossi.

Le persone in grado di risolvere velocemente puzzle come questo di solito preferiscono la strategia di avvicinare gli spigoli con gli stessi colori formando delle strisce, e i centri in un blocco di un unico colore. Questo permette al cubo di essere velocemente risolto con lo stesso metodo del cubo 3×3×3. Come illustrato nell'immagine i centri, gli spigoli centrali e gli angoli formano un cubo equivalente ad un 3×3×3. Per questo motivo anche in questo cubo possono verificarsi due errori di parità di cui  uno in comune con il 4×4×4.
Un altro modo di risolvere il cubo usato di frequente è quello di risolvere prima gli spigoli del cubo. Gli angoli possono essere messi a posto successivamente, e i centri si risolvono alla fine con un algoritmo simile a quello usato nel cubo 4×4×4.

## Record
I record del mondo sono:
- Tempo singolo: 30.45 realizzato da Tymon Kolasinski  ai WCA Asiana Championship 2024[1].

- Media 3 su 5: 34.76 realizzato da Max Park ai NAC 2024 con questi tempi: (39.71), 35.10, (33.55), 35.44, 33.75